# US Open 2025 (gra pojedyncza mężczyzn)
Ten artykuł dotyczy przyszłego wydarzenia sportowego. Informacje w nim zawarte zmienią się w przyszłości.
US Open 2025 – gra pojedyncza mężczyzn – zawody singlowe mężczyzn, rozgrywane w ramach ostatniego, czwartego w sezonie wielkoszlemowego turnieju tenisowego, US Open. Zmagania będą miały miejsce w dniach 24 sierpnia–7 września 2025 na twardych kortach USTA Billie Jean King National Tennis Center w Nowym Jorku.

## Zawodnicy rozstawieni
Na podstawie:
| Numer | Tenisista          | Ranking | Osiągnięcie |
| ----- | ------------------ | ------- | ----------- |
| 01    | Jannik Sinner      | 1       |             |
| 02    | Carlos Alcaraz     | 2       |             |
| 03    | Alexander Zverev   | 3       |             |
| 04    | Taylor Fritz       | 4       |             |
| 05    | Jack Draper        | 5       |             |
| 06    | Novak Đoković      | 6       |             |
| 07    | Lorenzo Musetti    | 7       |             |
| 08    | Holger Rune        | 8       |             |
| 09    | Ben Shelton        | 9       |             |
| 10    | Andriej Rublow     | 10      |             |
| 11    | Frances Tiafoe     | 11      |             |
| 12    | Alex de Minaur     | 12      |             |
| 13    | Casper Ruud        | 13      |             |
| 14    | Daniił Miedwiediew | 14      |             |
| 15    | Arthur Fils        | 15      |             |
| 16    | Tommy Paul         | 16      |             |

| Numer | Tenisista                   | Ranking | Osiągnięcie |
| ----- | --------------------------- | ------- | ----------- |
| 17    | Karen Chaczanow             | 17      |             |
| 18    | Jakub Menšík                | 18      |             |
| 19    | Flavio Cobolli              | 19      |             |
| 20    | Francisco Cerúndolo         | 20      |             |
| 21    | Nick Kyrgios                | 21      |             |
| 22    | Tomáš Macháč                | 22      |             |
| 23    | Ugo Humbert                 | 23      |             |
| 24    | Alexei Popyrin              | 24      |             |
| 25    | Jiří Lehečka                | 25      |             |
| 26    | Alejandro Davidovich Fokina | 26      |             |
| 27    | Stefanos Tsitsipas          | 27      |             |
| 28    | Félix Auger-Aliassime       | 28      |             |
| 29    | Tallon Griekspoor           | 29      |             |
| 30    | Alex Michelsen              | 30      |             |
| 31    | Brandon Nakashima           | 31      |             |
| 32    | Sebastian Korda             | 32      |             |